# Ministère de l'Agriculture et de la Pêche (Bénin)

Le Ministère de l'Agriculture de l'Elevage et de la Pêche est le département ministériel du gouvernement béninois 
Il est situé dans le quartier de Haie vive, dans le 12e arrondissement de Cotonou.

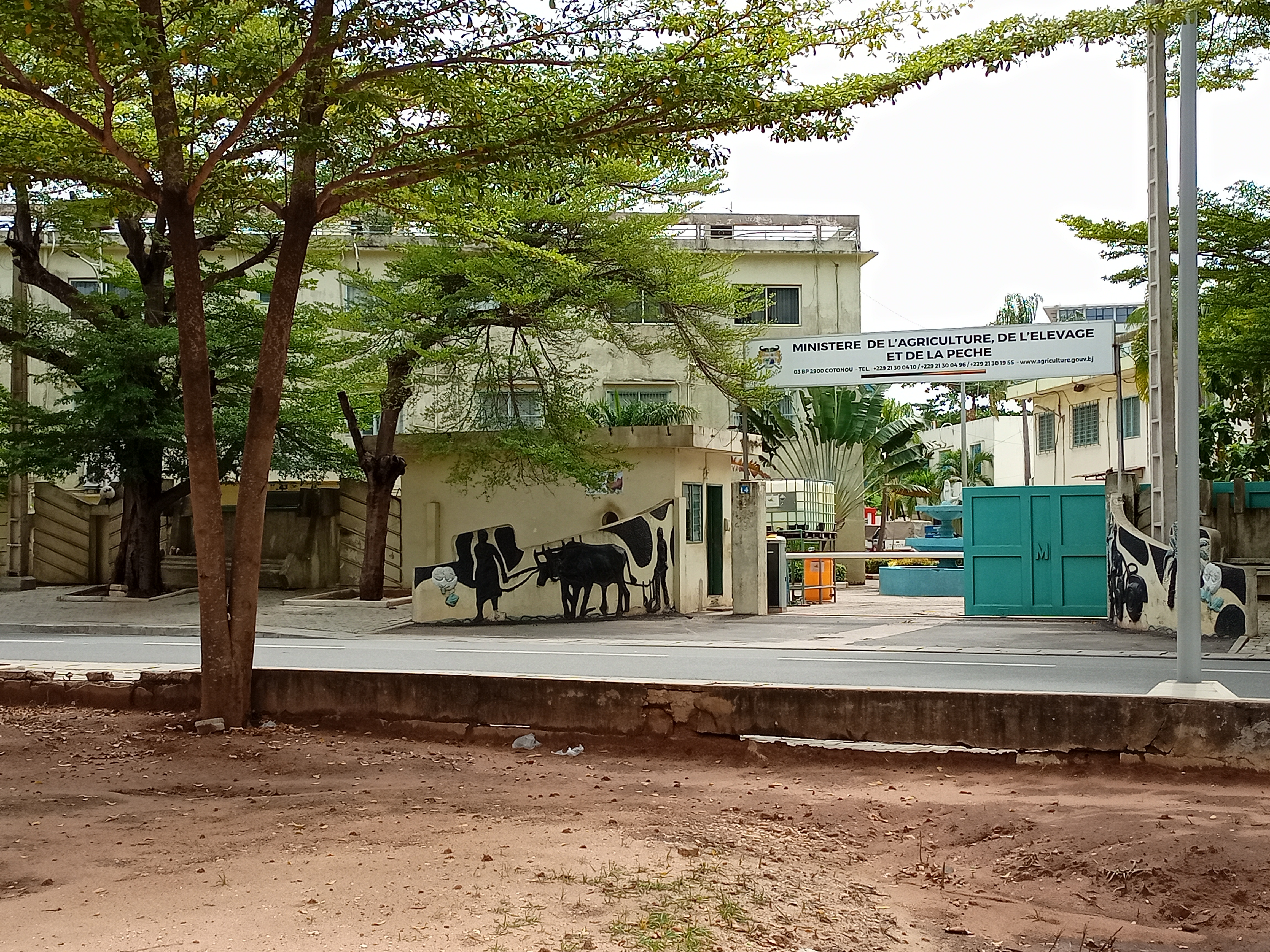
Entrée du ministère.

## Historique
Ce ministère a été créé en 1962.

## Organisation
Le ministère est dirigé par un ministre, membre du gouvernement béninois ; son siège est situé au quartier Haie Vive, sur la route de l'aéroport dans le 12e arrondissement de Cotonou.

## Attributions
Le ministère est chargé de la mise en œuvre  de la politique agricole, halieutique, forestière, et alimentaire.